# 内田隆滋
内田 隆滋（うちだ たかしげ、1919年（大正8年）3月20日 - 2016年（平成28年）7月29日）は、昭和から平成時代の土木工学者、鉄道官僚、実業家。位階は従四位。元東武鉄道社長。

## 経歴・人物
1943年（昭和18年）東京帝国大学工学部土木工学科卒業、海軍技術将校として教育に当たる。戦後、鉄道省に入省し、施設局附となる。1963年（昭和38年）建設局計画課長、1968年（昭和43年）幹線調査室長、1970年（昭和45年）建設局長、1972年（昭和47年）常務理事を経て、1975年（昭和50年）退官。民間に転じ、1976年（昭和51年）東武鉄道常務、専務を経て、1983年（昭和58年）日本鉄道建設公団総裁となる。1987年（昭和62年）東武鉄道へ復職し、1988年（昭和63年）取締役副社長を経て、1994年（平成6年）6月社長となった。ほか、土木学会第76代会長など要職を歴任した。2016年（平成28年）7月29日、肺炎のため死去。97歳。

## 受賞
- 1990年（平成2年） - 土木学会功績賞[1]
- 1997年（平成9年） - 勲二等旭日重光章[3]